# Friedrich Karl zu Schwarzenberg
Friedrich Karl zu Schwarzenberg, indicato anche come Carlo II (Vienna, 30 settembre 1800 – Vienna, 6 marzo 1870), è stato Principe di Schwarzenberg e generale dell'esercito austriaco.

## Biografia

### La famiglia
Friedrich Karl era il figlio primogenito del feldmaresciallo Karl Philipp zu Schwarzenberg (1771–1822) e di sua moglie, la contessa Maria Anna von Hohenfeld (1768–1848), già vedova del principe Antonio I Esterházy. Tra i suoi fratelli ricordiamo Karl Borromäus (1802–1858) ed il feldmaresciallo Edmund (1803–1873).

### La carriera
Friedrich Karl ricevette la propria prima educazione militare grazie al suo istitutore privato, l'ufficiale militare vallone La Grange, ma trascorse la sua giovinezza a cavallo tra la Boemia (dove risiedeva presso il castello di Worlik) ed i parenti della madre in Ungheria. Negli anni 1810-1812, quando suo padre venne nominato ambasciatore a San Pietroburgo ed a Parigi, egli trascorse la maggior parte del suo tempo a Vienna. Quando suo padre comandò il corpo d'armata austriaco in Polonia nel 1812, Friedrich fece ritorno col resto della sua famiglia in Boemia e durante questo periodo decise di immergersi approfonditamente negli studi storici, in particolare nel periodo medievale.
Deciso a seguire suo padre nella carriera militare, nel 1816 divenne cadetto del reggimento di lancieri che portava il nome di suo padre e nel 1818 venne promosso tenente. Durante il periodo come cadetto fu sotto la stretta supervisione del maggiore conte Clam-Martinic, ex aiutante di campo di suo padre. Il principe Friedrich, grazie a questa formazione, ebbe sempre un'incomparabile disciplina pur mantenendo un certo atteggiamento spartano che lo ravvicinava facilmente alla dura vita militare.
Nel 1819, mentre suo padre era già gravemente malato, lo richiamò a Praga. Nel 1821, durante la campagna a Napoli per la soppressione dei moti rivoluzionari, venne nominato tenente del 3º reggimento ussari al comando del barone Stutterheim col quale partecipò a parte della battaglia di San Germano e ricevette la croce di cavaliere dell'ordine siciliano di San Giorgio. Nell'autunno del 1822, promosso capitano, entrò nel 39º reggimento ungherese di fanteria del barone Duka e nel luglio del 1824 entrò come capitano di squadrone nel 10º reggimento ussari. Nella primavera del 1828 venne promosso maggiore e trasferito al reggimento cavalleggeri del principe di Hohenzollern in Galizia. Nel 1829 divenne ufficialmente membro nel Sovrano Ordine Militare di Malta a Praga.
Nei mesi di giugno e luglio del 1830 prese parte alla spedizione francese guidata dal maresciallo Bourmont ad Algeri dove prese parte agli scontri di Staouli, Sidi Khalifa ed all'assedio di Kalassi. Ebbe modo durante questa spedizione di incontrare personalmente il famigerato dey di Algeri, Hussein Pasha. Dopo un lungo soggiorno, tornò verso Tolone, Marsiglia e poi a Parigi da cui nel 1832 intraprese un viaggio in Inghilterra per poi fare ritorno in patria. Le sue precarie condizioni di salute lo costrinsero ad un cambio del clima e si ritirò dal servizio attivo col grado di tenente colonnello.

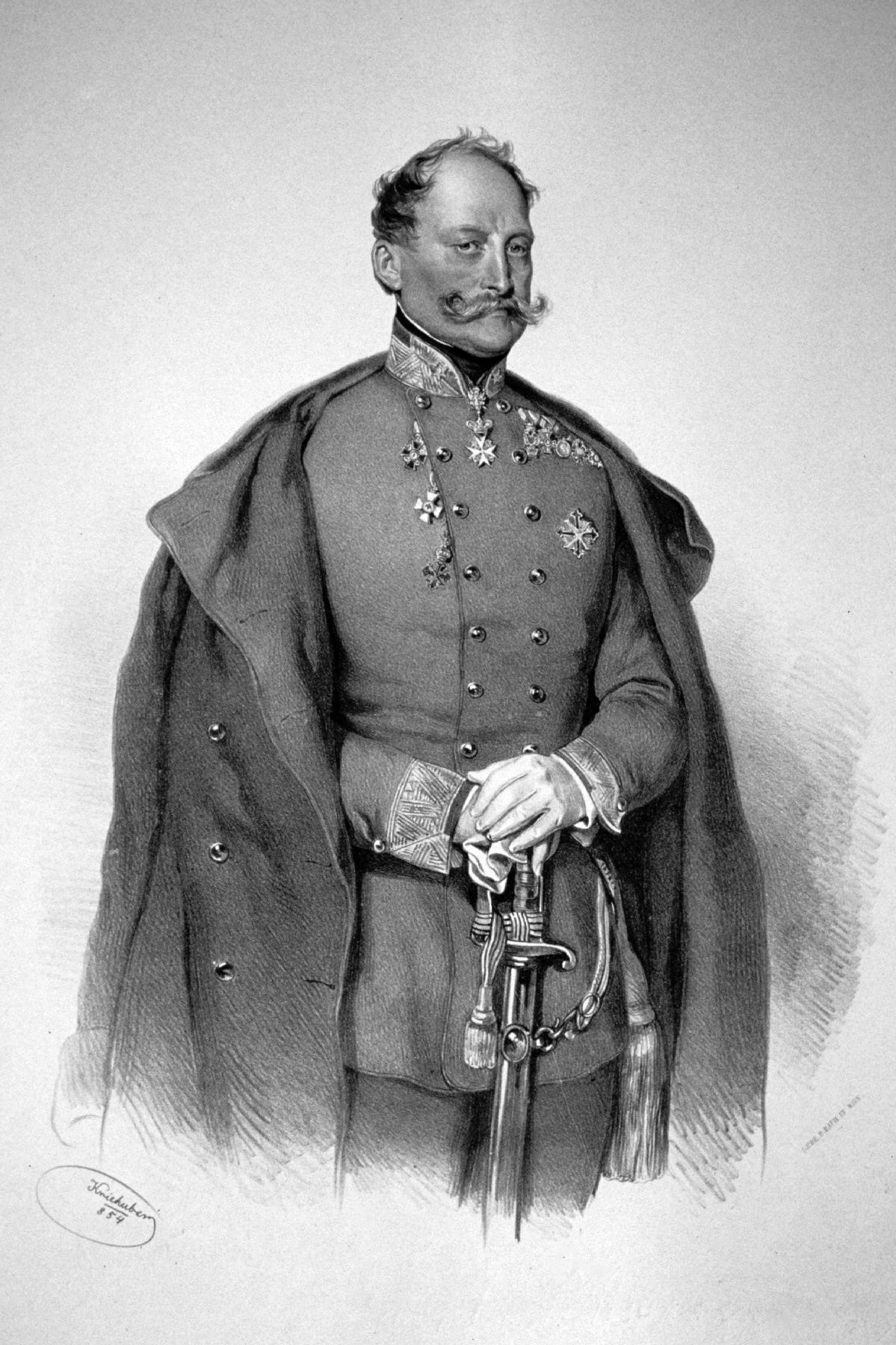
Friedrich Karl zu Schwarzenberg in una litografia del 1854

Tra il 1833 ed il 1836 intraprese dei lunghi viaggi in Germania, Grecia, Asia Minore e Turchia, tornando poi a Bucarest, Pest ed infine Vienna. Tra il 1836 ed il 1837 si portò nuovamente in Germania e poi in Svezia ed in Norvegia. Nella primavera del 1838 decise di riprendere il servizio militare prendendo parte alla guerra civile spagnola ponendosi al servizio del principe don Carlos che lo nominò colonnello e lo assunse nel suo stato maggiore, assegnandolo al corpo del generale Maroto. Partecipò dunque alla repressione dei moti di Estella e Balmaseda ed accompagnò una spedizione di Caro Merinis sul fiume Ebro. Dal 1839 il principe acquistò una vasta tenuta a Presburgo dove decise di trasferirsi per vivere in tranquillità.
Nell'autunno del 1846 il principe prese parte alla Guerra del Sonderbund in Svizzera, sostenendo i cattolici. Il 17 novembre 1847 Schwarzenberg prese parte alla spedizione ad Airolo. Come aiutante generale del generale Salis-Soglio combatté ancora una volta il 23 novembre 1847 nella sfortunata battaglia di Gisikon e presso il lago di Zugo. Deluso dai risultati, fuggì a Milano dove venne seguito dal generale Salis e dal colonnello Elger. Nel frattempo però anche Milano mostrava i primordi della rivoluzione italiana e nel mese di gennaio del 1848 portò degli ordini riservati del conte Ficquelmont a Vienna. Alla morte di sua madre il 2 aprile di quello stesso anno, il principe si spostò immediatamente in Tirolo dove tra l'altro aderì' al locale comitato di difesa. Venne quindi assegnato al generale Radetzky, prendendo parte alla campagna estiva del 1849 in Ungheria dove combatté nelle battaglie di Győr, Komarno e Puszta Harkály.
Nell'autunno del 1849, per la sua profonda conoscenza del Tirolo e della Svizzera, venne nominato membro del IV corpo d'armata a Bregenz comandato da suo fratello minore, il quale poi venne nominato governatore civile e militare della Lombardia, spostandosi con lui a Milano.
Il 20 marzo 1851, il principe Federico venne promosso maggiore generale, andando in pensione poco dopo. Con lo scoppio della guerra in Italia nel 1849, offrì invano i suoi servigi, ma venne messo definitivamente a riposo. Il 20 ottobre 1867 presenziò a Vienna all'inaugurazione di un monumento alla memoria di suo padre ed alle sue campagne nel periodo napoleonico. Il principe morì a Vienna nel 1870, ad esattamente 70 anni di età.

## Opere
- Rückblicke auf Algier und dessen Eroberung im Jahr 1830 (1831)
- Fragmente aus dem Tagebuche während einer Reise in die Levante in 2 volumi (1837)
- Aus dem Wanderbuche eines verabschiedeten Lanzknechtes in 5 volumi (1844 e 1845)
- Über die Ereignisse in Galizien (1846)
- Erinnerungen an den Sonderbunds-Krieg in der Schweiz (1847)
- Antediluvianische Fidibus-Schnitzel von 1842 bis 1847 – 6 fascicoli (1850)
- Postdiluvianische Fidibusschnitze – 2 fascicoli (1862)

## Ascendenza
|                                                                     |                         |                                       | Genitori                                      |  |  | Nonni |  |  | Bisnonni                                                  |  |  | Trisnonni                                                             |  |
|                                                                     |                         |                                       |                                               |  |  |       |  |  | Giuseppe I di Schwarzenberg, IV principe di Schwarzenberg |  |  | Adamo Francesco Carlo di Schwarzenberg, III principe di Schwarzenberg |  |
|                                                                     |                         |                                       |                                               |  |  |       |  |  | Giuseppe I di Schwarzenberg, IV principe di Schwarzenberg |  |  | Adamo Francesco Carlo di Schwarzenberg, III principe di Schwarzenberg |  |
|                                                                     |                         | Eleonore von Lobkowicz                |                                               |  |  |       |  |  | Giuseppe I di Schwarzenberg, IV principe di Schwarzenberg |  |  |                                                                       |  |
| Giovanni I Nepomuceno di Schwarzenberg, V principe di Schwarzenberg |                         |                                       |                                               |  |  |       |  |  | Giuseppe I di Schwarzenberg, IV principe di Schwarzenberg |  |  |                                                                       |  |
|                                                                     |                         | Maria Teresa del Liechtenstein        | Giuseppe Giovanni Adamo del Liechtenstein     |  |  |       |  |  |                                                           |  |  |                                                                       |  |
|                                                                     |                         | Maria Teresa del Liechtenstein        | Giuseppe Giovanni Adamo del Liechtenstein     |  |  |       |  |  |                                                           |  |  |                                                                       |  |
|                                                                     |                         | Maria Teresa del Liechtenstein        | Maria Anna Caterina di Öttingen-Spielberg     |  |  |       |  |  |                                                           |  |  |                                                                       |  |
| Karl Philipp Schwarzenberg, I principe di Schwarzenberg             |                         | Maria Teresa del Liechtenstein        |                                               |  |  |       |  |  |                                                           |  |  |                                                                       |  |
|                                                                     |                         | Filippo Carlo di Öttingen-Wallerstein | Antonio Carlo di Öttingen-Wallerstein         |  |  |       |  |  |                                                           |  |  |                                                                       |  |
|                                                                     |                         | Filippo Carlo di Öttingen-Wallerstein | Antonio Carlo di Öttingen-Wallerstein         |  |  |       |  |  |                                                           |  |  |                                                                       |  |
|                                                                     |                         | Filippo Carlo di Öttingen-Wallerstein | Maria Agnes Magdalena Fugger von Glott        |  |  |       |  |  |                                                           |  |  |                                                                       |  |
| Marie Eleonora di Öttingen-Wallerstein                              |                         | Filippo Carlo di Öttingen-Wallerstein |                                               |  |  |       |  |  |                                                           |  |  |                                                                       |  |
|                                                                     |                         | Carlotta Giuliana di Öttingen-Baldern | Kraft Antonio Guglielmo di Öttingen-Baldern   |  |  |       |  |  |                                                           |  |  |                                                                       |  |
|                                                                     |                         | Carlotta Giuliana di Öttingen-Baldern | Kraft Antonio Guglielmo di Öttingen-Baldern   |  |  |       |  |  |                                                           |  |  |                                                                       |  |
|                                                                     |                         | Carlotta Giuliana di Öttingen-Baldern | Maria Eleonora di Schönborn-Buchheim          |  |  |       |  |  |                                                           |  |  |                                                                       |  |
| Friedrich Karl zu Schwarzenberg, II principe di Schwarzenberg       |                         | Carlotta Giuliana di Öttingen-Baldern |                                               |  |  |       |  |  |                                                           |  |  |                                                                       |  |
|                                                                     | Otto Carl von Hohenfeld | Otto Ferdinand von Hohenfeld          |                                               |  |  |       |  |  |                                                           |  |  |                                                                       |  |
|                                                                     | Otto Carl von Hohenfeld | Otto Ferdinand von Hohenfeld          |                                               |  |  |       |  |  |                                                           |  |  |                                                                       |  |
|                                                                     | Otto Carl von Hohenfeld | Maria Magdolna Serényi                |                                               |  |  |       |  |  |                                                           |  |  |                                                                       |  |
| Otto Franz von Hohenfeld                                            | Otto Carl von Hohenfeld |                                       |                                               |  |  |       |  |  |                                                           |  |  |                                                                       |  |
|                                                                     |                         | Maria Teresa Guidi di Bagno           | Scipione Guidi di Bagno                       |  |  |       |  |  |                                                           |  |  |                                                                       |  |
|                                                                     |                         | Maria Teresa Guidi di Bagno           | Scipione Guidi di Bagno                       |  |  |       |  |  |                                                           |  |  |                                                                       |  |
|                                                                     |                         | Maria Teresa Guidi di Bagno           | Anna Maria Eleonora von Wrbna und Freudenthal |  |  |       |  |  |                                                           |  |  |                                                                       |  |
| Maria Anna von Hohenfeld                                            |                         | Maria Teresa Guidi di Bagno           |                                               |  |  |       |  |  |                                                           |  |  |                                                                       |  |
|                                                                     |                         | Franz Theodor vom Stain zu Jettingen  | Franz Marquard vom Stain zu Jettingen         |  |  |       |  |  |                                                           |  |  |                                                                       |  |
|                                                                     |                         | Franz Theodor vom Stain zu Jettingen  | Franz Marquard vom Stain zu Jettingen         |  |  |       |  |  |                                                           |  |  |                                                                       |  |
|                                                                     |                         | Franz Theodor vom Stain zu Jettingen  | Anna Maria von und zu Guttenberg              |  |  |       |  |  |                                                           |  |  |                                                                       |  |
| Maria Anna Franziska vom Stain zu Jettingen                         |                         | Franz Theodor vom Stain zu Jettingen  |                                               |  |  |       |  |  |                                                           |  |  |                                                                       |  |
|                                                                     |                         | Franziska Schenk von Stauffenberg     | Johann Werner Schenk von Stauffenberg         |  |  |       |  |  |                                                           |  |  |                                                                       |  |
|                                                                     |                         | Franziska Schenk von Stauffenberg     | Johann Werner Schenk von Stauffenberg         |  |  |       |  |  |                                                           |  |  |                                                                       |  |
|                                                                     |                         | Franziska Schenk von Stauffenberg     | Marie Sophie Elisabeth von Rosenbach          |  |  |       |  |  |                                                           |  |  |                                                                       |  |
|                                                                     |                         | Franziska Schenk von Stauffenberg     |                                               |  |  |       |  |  |                                                           |  |  |                                                                       |  |